# Żółta ziemia
Żółta ziemia (chiń. upr. 黄土地; chiń. trad. 黃土地; pinyin Huáng tǔdì) – chiński film dramatyczny z 1984 roku w reżyserii Chena Kaige. Obok Yige he bage Zhanga Junzhao uważany jest za obraz rozpoczynający twórczość reżyserów tzw. piątej generacji.

## Zarys fabuły
Wiosną 1939 roku do małej wioski o silnych tradycjach feudalnych przybywa żołnierz armii wspierającej nowe, komunistyczne rządy. Gu Qing zbiera materiały etnograficzne – ludowe piosenki, zwyczaje, aby przy ich pomocy można było skuteczniej szerzyć rewolucyjne treści. Mieszka z rodziną jednego z wieśniaków: ojcem, jego córką i synem. Razem z nimi pracuje, stając się niemal członkiem rodziny. Pod wpływem opowieści o nowych obyczajach na południu Chin, 12-letnia Cui Qiao, zaręczona przez swatów z dużo starszym, niekochanym mężczyzną, chce się zbuntować wobec okrutnej tradycji, ubezwłasnowolniającej dorastające dziewczęta i uciec z wioski, aby wstąpić w szeregi rewolucyjnej armii.

## Obsada
Źródło: The Internet Movie Database
- Xue Bai – Cui Qiao
- Wang Xueqi – Gu Qing
- Liu Qiang – Han Han
- Tan Tuo – ojciec Cui Qiao

## Nagrody
Źródło: The Internet Movie Database
- 1985 – nagroda British Film Institute „Sutherland Trophy”
- 1985 – nagroda dla najlepszego filmu fabularnego na Hawaii International Film Festival
- 1985 – nagroda Jury Ekumenicznego na MFF w Locarno
- 1985 – Srebrny Leopard na MFF w Locarno